# امراپور، بلگائوم
امراپور، بلگائوم (به انگلیسی: Amarapur, Belgaum) یک منطقهٔ مسکونی در هند است که در کارناتاکا واقع شده‌است.